# Karatani Norihiro
Norihiro Karatani (sinh ngày 17 tháng 8 năm 1970) là một cầu thủ bóng đá người Nhật Bản.

## Sự nghiệp câu lạc bộ
Norihiro Karatani đã từng chơi cho JEF United Ichihara và Júbilo Iwata.